# سپاه دریایی موراکامی

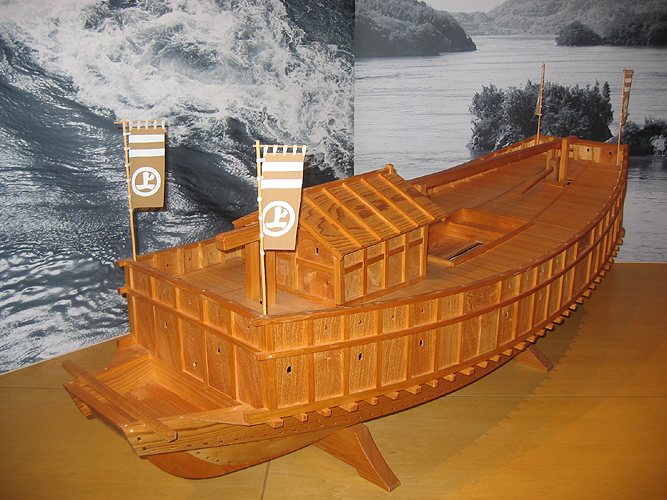
مدل یک کشتی متعلق به سپاه دریایی موراکامی

سپاه دریایی موراکامی (به ژاپنی: 村上水軍) یک سوی گون (سپاه دریایی) و نوعی دزد دریایی  در قرون وسطی در ژاپن بود که در دریای داخلی ستو فعالیت می کرد. اکثر این سپاهیان معتقدان به فرقه شینگون بودند و در کیوتو تعداد بسیاری بوداجین (مقبره خانوادگی) از آنان برجا مانده است.